# Аникины
 Аникины  — деревня в Котельничском районе Кировской области в составе Макарьевского сельского поселения.

## География
Располагается на расстоянии примерно 4 км по прямой на восток от центра поселения села Макарье.

## История
Была известна с 1802 года как починок Негановский с 3 дворами. В 1873 году здесь (починок Негановский или Негановы, Баклановы) дворов 8 и жителей 61, в 1905 (Негановский или Аникины) 12 и 91, в 1926 (уже деревня Аникины или Негановский) 17 и 101, в 1950 15 и 69, в 1989 проживало 59 человек. Настоящее название утвердилось с 1939 года.

## Население
Постоянное население  составляло 50 человек (русские 100%) в 2002 году, 23 в 2010.